# François Peyrot
François Peyrot (Petit-Saconnex, 19 juni 1918 - Genève, 7 januari 1998) was een Zwitsers architect, bestuurder en politicus voor de Liberale Partij van Zwitserland uit het kanton Genève.

## Biografie
François Peyrot was een zoon van Gustave Peyrot, een architect, en van Madeleine Paccard en een kleinkind van architect Adrien Peyrot. Hij was gehuwd met Jeanne Tissot. Na zijn schooltijd in Genève behaalde hij in 1944 het diploma van architect aan de Federale Polytechnische Hogeschool van Zürich. Vervolgens opende hij zijn eigen architectenbureau, dat hij tot 1961 zou leiden.
Van 1951 tot 1955 was Peyrot lid van de gemeenteraad (wetgevende macht) van de stad Genève. Daarnaast was hij van 1954 tot 1961 lid van de Grote Raad van Genève en was hij van 1961 tot 1969 lid van de Staatsraad van Genève, de kantonnale regering, waarbinnen hij bevoegd was voor openbare werken. Hij was ook politiek actief op federaal niveau. Na de Zwitserse parlementsverkiezingen van 1971 zetelde hij immers van 29 november 1971 tot 30 november 1975 in de Nationale Raad. Hij was een voorstander van een geleidelijke toetreding van Zwitserland tot Europa.
Van 1972 tot 1986 was hij voorzitter van het autosalon van Genève en vicevoorzitter van de raad van bestuur van de krant Journal de Genève. Van 1972 tot 1984 was hij bestuurder bij de Chambre de commerce et de l'industrie de Genève, waarvan hij vanaf 1976 vicevoorzitter was.
Daarnaast schreef hij ook enkele politieke en historische werken.

## Trivia

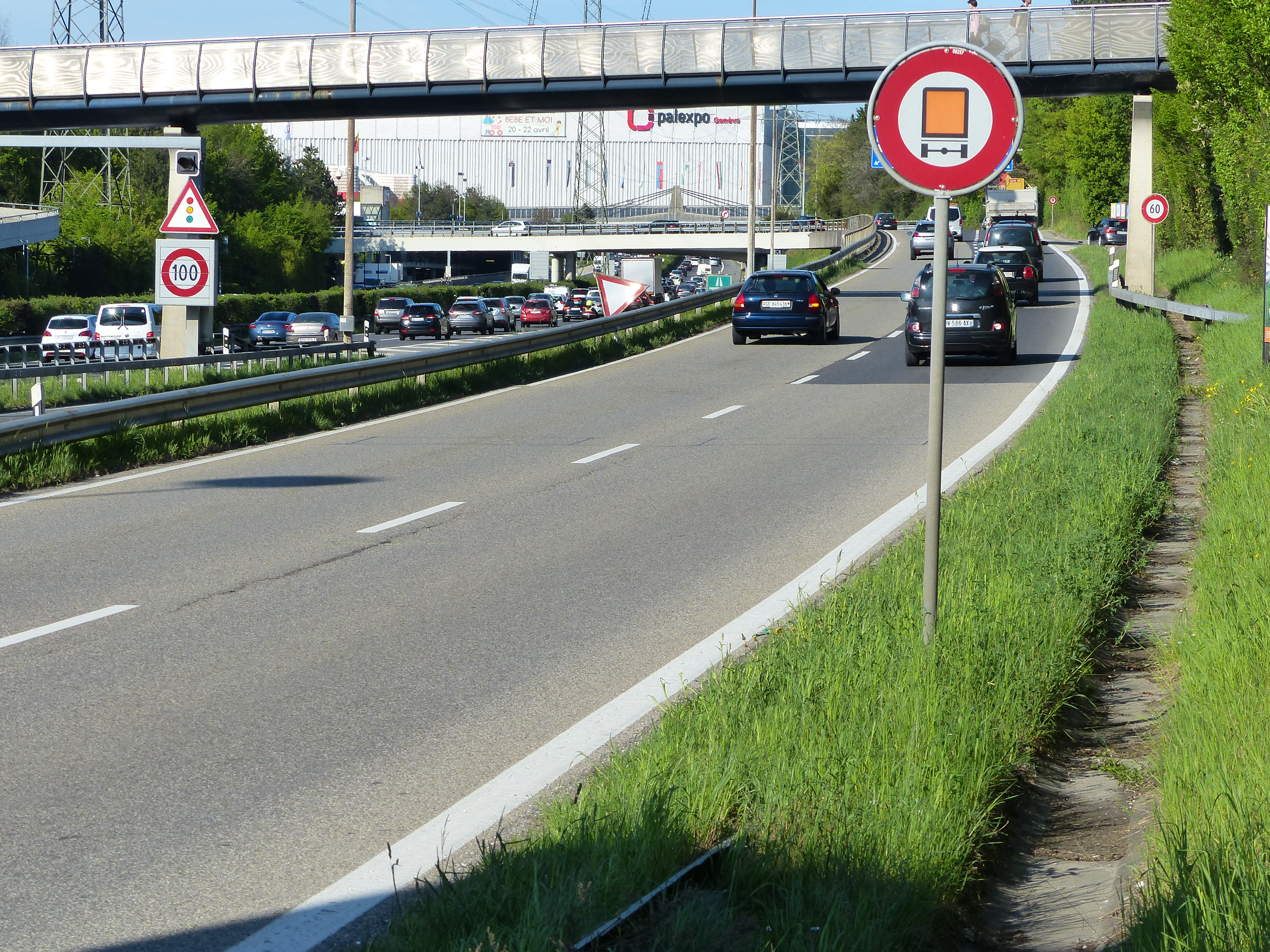
De Route François-Peyrot met op de achtergrond de gebouwen van Palexpo.

- Nabij de luchthaven van Genève en Palexpo werd een straat naar hem vernoemd, de Route François-Peyrot.[1]

## Werken
- (fr)  La Suisse en transparence, 1976.
- (fr)  Les vaudois: récit d'une persécution, 1988.

- Base de données des élites suisses: 51167
- Bibliothèque nationale de France: cb11919508c (data)
- Gemeinsame Normdatei: 1052757448
- Historisch woordenboek van Zwitserland: 006652
- International Standard Name Identifier: 0000 0000 8132 3557
- Library of Congress Control Number: n88679140
- Système universitaire de documentation: 181386755
- Zwitserse Bondsvergadering: 2919
- Virtual International Authority File: 54152644
- WorldCat: E39PBJdgTYWt49W43QY7jV6xjC